# Michał Kula
Michał Kula (ur. 12 stycznia 1955 w Będzinie) – polski aktor.

## Kariera

### Kariera teatralna
Michał Kula po raz pierwszy w teatrze zagrał 1 października 1977 roku na deskach Państwowej Wyższej Szkoły Teatralnej w Warszawie (w 1978 roku został jej absolwentem) w programie kabaretowym pt. Na początku były słówka w reżyserii Wojciecha Pokory i Andrzeja Szczepkowskiego. Występował w teatrach: Teatrze Nowym w Poznaniu (1978–1980), Teatrze im. Wandy Siemaszkowej w Rzeszowie (1980-1982), Teatrze im. Jana Kochanowskiego w Opolu (1982-1984, 1991-1994) oraz Teatrze im. Adama Mickiewicza w Częstochowie (1984-1991, od 1994).

### Kariera filmowa
Debiut w telewizji zaliczył w 1977 roku w serialu pt. Polskie drogi, w którym wcielił się w rolę wykonawcy wyroku majora Heynckessa. Znany jest z ról w filmach i serialach telewizyjnych gatunków sensacyjnych i kryminalnych. Znaną rolą jest rola Włodzimierza Barszczyka, naczelnika wydziału w serii filmów i serialu pt. Pitbull.

## Filmografia

### Filmy
- 1978: Bez znieczulenia − Student Michałowskiego
- 1997: Darmozjad polski − Personalny
- 2005:  Pitbull - Włodzimierz Barszczyk, naczelnik wydziału
- 2010: Trzy minuty. 21:37 − Kierowca samochodu z końmi
- 2010: Krzysztof − policjant Jacek Lubecki
- 2016: Smoleńsk − Członek rodziny ofiary
- 2016: Pitbull. Nowe porządki − Włodzimierz Barszczyk, naczelnik wydziału
- 2017: Botoks − Lekarz na OIOM-ie
- 2018: Pitbull. Ostatni pies − Włodzimierz Barszczyk, naczelnik wydziału

### Seriale
- 1977: Polskie drogi − Wykonawca wyroku majora Heynckessa (odc. 8)
- 1978: Życie na gorąco (odc.3) jako podpor. milicji
- 1982: Popielec (serial telewizyjny) − Mężczyzna (odc. 2, 4, 7−9)
- 2004: Na Wspólnej − Lekarz (odc. 358)
- 2005-2008: Pitbull − Włodzimierz Barszczyk, naczelnik wydziału
- 2005: Kryminalni − Biznesmen Janusz Gawroński (odc. 36)
- 2006-2007: Plebania − Kostia Sawczenko
- 2008: Samo życie − Biznesmen Wolański
- 2008: Wydział zabójstw (serial telewizyjny) − Andrzej Pasieka (odc.9)
- 2009-2012: Klan (serial telewizyjny) − Doktor Zygmunt Piątkowski
- 2009: Barwy szczęścia − Janusz, szef Stefana (odc. 224, 246, 254)
- 2012: Prawo Agaty − Śledczy (odc. 25)
- 2016: Komisja morderstw − Kutuzow (odc. 2)
- 2017: Pierwsza miłość − Zbigniew Matejka, ojczym Aleksandra
- 2017: Komisarz Alex − Rudolf Kiść, sąsiad Boguckiej (odc. 121)
- 2020-2021: Kasta – Sędzia Henryk Libra
- od 2021: Sprawiedliwi – Wydział Kryminalny – Seryjny morderca Krzysztof Czerwiec[2]

### Teatr Telewizji
- 1979: Armia Poznań − Generał Grzmot-Skotnicki
- 2008: Złodziej w sutannie − Prokurator w 1958 roku
- 2009: Prymas w Komańczy − Major UB
- 2010: Wierność − Kierownik archiwum
- 2016: Totus Tuus − Andrzej Półtawski

## Nagrody i wyróżnienia
- 1986ː Ogólnopolska nagroda na festiwalu w Rzeszowie za rolę Manekina I w spektaklu pt. Bal manekinów
- 1987ː Złota Maska – nagroda aktorska przyznawana przez dziennikarzy województwː bielskiego, częstochowskiego, opolskiego i katowickiego za rolę Manekina I w spektaklu pt. Bal manekinów
- 2014ː Złota Maska – nagroda aktorska przyznawana przez dziennikarzy województwa śląskiego za rolę Sprola w spektaklu pt. Sprzedawcy gumek oraz za rolę Grabarza w spektaklu pt. Hamlet
- Nagroda publiczności na VII Konkursie Teatrów Ogródkowych w Warszawie za przedstawienie muzyczne Pieśni z Szynela (Kabaret Rafała Kmity)
- Wyróżnienie na Festiwalu Teatrów Dramatycznych w Zabrzu za rolę Pozza w spektaklu pt. Czekając na Godota
- Nagroda Prezydenta Miasta Częstochowy za rolę Profesora w spektaklu pt. Lekcja
- Nagroda dyrektora Teatrze im. Adama Mickiewicza w Częstochowie za rolę Profesora w spektaklu pt. Lekcja

## Życie prywatne
Michał Kula był mężem aktorki Ewy Agopsowicz-Kuli.